# Michael Aizenman
Michael Aizenman (28 de agosto de 1945) é um físico matemático estadunidense.
Foi palestrante do Congresso Internacional de Matemáticos em Varsóvia (1982).